# Organización Nacional Indígena de Colombia
La Organización Nacional Indígena de Colombia (ONIC) es el principal organismo que agrupa y representa a los pueblos indígenas. Fue fundada en febrero de 1982 en el Primer Congreso Indígena Nacional, llevado a cabo en Bosa, con la participación de 2500 delegados indígenas de Colombia, donde se aprobaron los principios de Unidad, Tierra, Cultura y Autonomía. En la actualidad la sede de la ONIC se encuentra en la ciudad de Bogotá. 

## Historia
La organización indígena en Colombia, que había sido desintegrada desde la época colonial, fue reconstituida entre 1910 y 1946 a partir de las acciones de resistencia lideradas en el Cauca por el líder indígena Quintín Lame y desarrolladas también en zonas con alta presencia indígena como la Sierra Nevada de Santa Marta, Huila, Caldas y Tolima. Posteriormente se constituyeron Consejos y Ligas de Indios que pretendían reivindicar los derechos de los indígenas, estableciendo alianzas con organizaciones campesinas y obreras. Sin embargo, durante el periodo de La Violencia se afectó a gran parte de la población indígena, que solo pudo volver a organizarse dentro de organizaciones campesinas como la Federación Agraria Nacional, especialmente gracias al establecimiento del decreto gubernamental de la Asociación Nacional de Usuarios Campesinos.
La fundación de la ONIC fue el resultado del proceso de reorganización autónoma del movimiento indígena en Colombia iniciado por los tres pueblos constituyentes del Consejo Regional Indígena del Cauca (CRIC) en la década de 1970, y apoyado por líderes de las comunidades Arhuaco, Kogui, Sikuani, Emberá, Cañamomo, Pijao, Pasto y de varios pueblos Amazónicos. Estos pueblos buscaban darle una identidad sólida al movimiento indígena, empezando por la denuncia de la violación a sus derechos por parte del gobierno colombiano a través del periódico Unidad Indígena. Posteriormente se restablecieron las diferentes organizaciones indígenas en otros departamentos hasta que en octubre de 1980, en la comunidad Lomas de Ilarco del municipio de Coyaima (Tolima), se realizó el Primer Encuentro Indígena Nacional de Colombia. En dicho encuentro se estipuló la creación de la Coordinadora Nacional Indígena de Colombia, a la cual le fue encomendada la organización y convocatoria del Primer Congreso Indígena Nacional, así como la constitución de la ONIC. En total la ONIC ha realizado siete congresos nacionales, el último, el cual se realizó en Ibagué en el 2007, en dicho congreso la ONIC se constituyó como "Autoridad Nacional de Gobierno Indígena".
Dada que los pueblos indígenas de la zona andina monopolizaron la ONIC, Muchos pueblos empezaron a desafiliarse y crear su propia estructura organizativa Nacional, Como es el caso de la OPIAC, AICO, GOBIERNO MAYOR, CIT, entre otras que han ido surgiendo, dado que muchos pueblos no se vieron representados, clara evidencia que la multiculturalidad, los intereses personales y regionales entre los pueblos se ha fragmentado y no permite que haya unidad.

## Funciones de la ONIC en las Organizaciones
Fortalecer y apoyar el gobierno propio de los pueblos indígenas y su ejercicio de autoridad para que asuman con  unidad, autonomía y dignidad,  el control  de sus territorios y la realización y defensa   de sus derechos humanos y colectivos.
Propender por el reconocimiento  social e institucional de la identidad étnica y cultural de los pueblos indígenas, acompañándolos en sus procesos organizativos propios de carácter local, regional, nacional e internacional.
Facilitar y gestionar la participación de los pueblos indígenas y sus representantes en los escenarios de decisión y ejecución de políticas públicas, propiciando  y concertando su articulación en  condiciones de equidad y desde su diversidad a  los procesos de desarrollo económico y social del país.
Liderar el reconocimiento institucional y social  de los mandatos políticos de los pueblos indígenas y sus autoridades tradicionales y organizativas.
Posicionar y legitimar a la Organización Nacional Indígena de Colombia, como la representante  e interlocutora de los Pueblos Indígenas y sus Organizaciones.

## Organizaciones afiliadas
1. AsoU´wa
2. Asociación de Cabildos y Autoridades Tradicionales Indígenas de Arauca
3. Cabildo Mayor del Pueblo Muisca
4. Cabildo Mayor Regional del Pueblo Zenú
5. Consejo Regional Indígena del Cauca
6. Consejo regional Indígena del Guainía
7. Consejo Regional Indígena del Guaviare
8. Consejo Regional Indígena de Caldas
9. Consejo Regional Indígena del Tolima
10. Consejo Regional Indígena del Vaupés
11. Consejo Regional Indígena de neiva
12. Organización Indígena de Quianti
13. Organización Regional Embera Wounaan
14. Organización Regional Indígena del Valle del Cauca
15. Consejo Regional Indígena de Risaralda
16. Consejo Regional Indígena del Huila
17. Organización Regional Indígena del Quindío o
18. Organización Regional Indígena del Casanare Zonales
19. Cabildo Mayor del Trapecio Amazónico
20. Confederación Indígena Tairona
21. Consejo Regional Indígena del Medio Amazonas
22. Confederación Indígena del Alto Amazonas
23. Consejo Regional Indígena del Orteguaza Medio Caquetá
24. La Lucha y Organización Indígena Uho Thuja del Río Orinoco
25. Musu-runacuna (Hombres Nuevos) Putumayo
26. Organización Indígena del Sur de Colombia
27. Organización Uitoto del Caquetá Amazonas y Putumayo
28. Organización Zonal Indígena del Putumayo
29. Unión de Indígenas del Guainía y Vichada
30. Organización Zonal Indígena de la Pedrera Mirití Amazonas
31. Organización Zonal Indígena Wayuu del Sur de la Guajira
32. Organización Zonal Murui Amazonas
33. Consejo Indígena Zonal de Tarapacá Amazonas
34. Unidad Indígena del Pueblo Awa
35. Organizaciones Wiwa, Yugumaiun, Bunkuanarrua Tayrona
36. Cabildos Mayores del Río Sinú y Río Verde
37. Movimiento Cívico Wayuu de la Guajira
38. Cabildo Chimila del Magdalena
39. Cabildo Mayor de Socorpa del Cesar
40. Consejo de Caciques Bari y Asociación Comunidad Motilón Bari de Colombia -Norte de Santander
41. Cabildo Yukpa de la Serranía del Perijá del Cesár